# Neue Berliner Musikzeitung

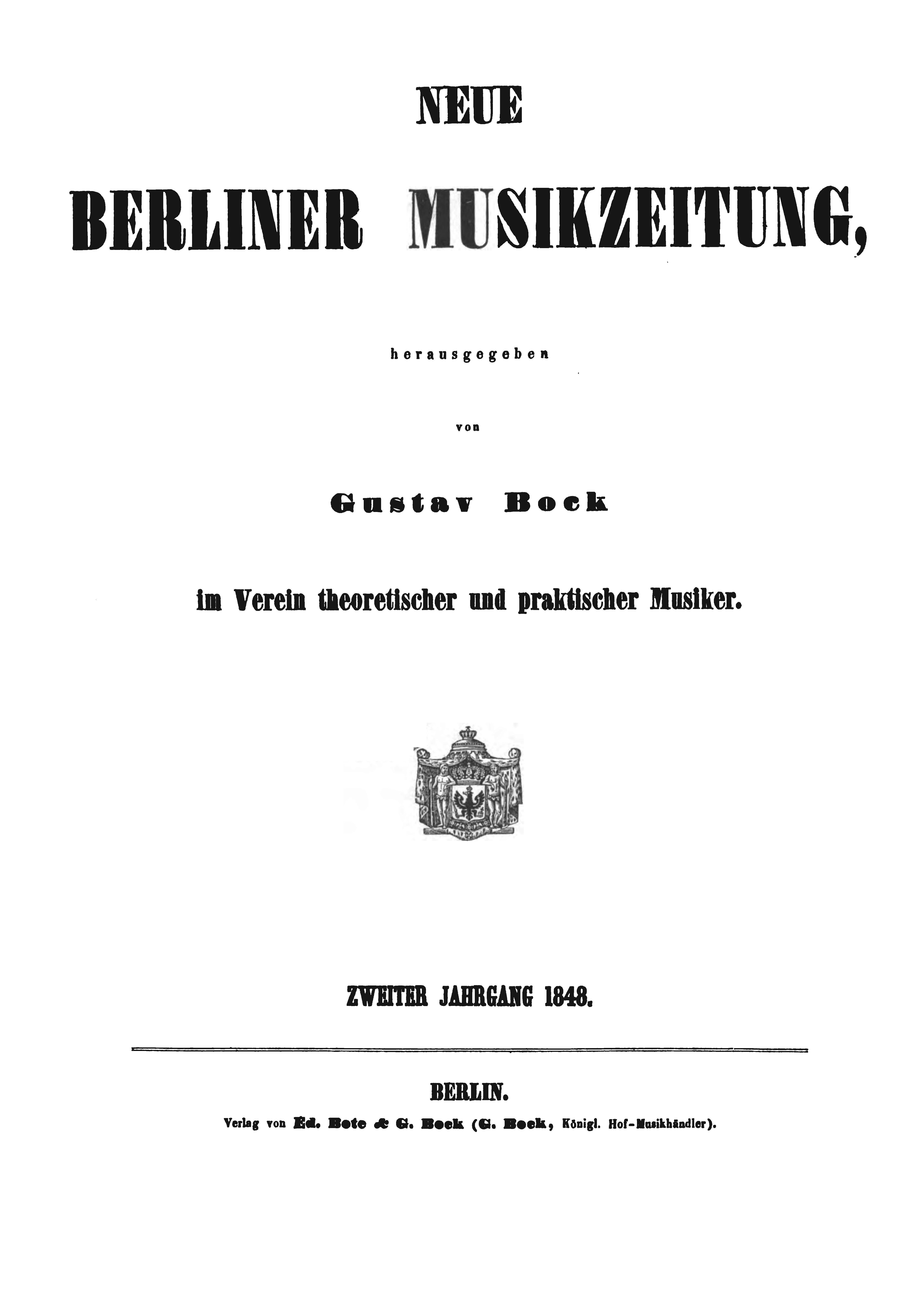

Die Neue Berliner Musikzeitung (kurz NBMz) war eine musikalische Fachzeitschrift, die von 1847 bis 1896 bei Bote & Bock erschien. Sie war die Fortsetzung der Berliner musikalischen Zeitung, die von 1844 bis 1847 von Karl Gaillard herausgegeben worden war und als wichtigste Musikzeitschrift Berlins galt.
Die Neue Berliner Musikzeitung berichtete ausführlich über das Musikleben in Berlin, aber auch aus anderen Städten Deutschlands und Europas, und war neben der Allgemeinen Musikalischen Zeitung und der Neuen Zeitschrift für Musik das einflussreichste Fachblatt in den deutschen Ländern. Außerdem war sie das Publikationsorgan des Berliner Tonkünstler-Vereins (BTV).
Gegründet wurde die NBMz durch Gustav Bock, einem damaligen Vorstandsmitglied des Verlages. Ein ehemaliger Redaktionsleiter war Hermann Wolff (1845–1902), der 1880 eine Konzertagentur gründete. Er war der Agent von Ferruccio Busoni und nebenbei noch für die Gründung einer „Philharmonischen Gesellschaft“ in Berlin im Jahre 1884 verantwortlich.

## Korrespondenten (Auswahl)
- Berlin: H. Bussler, L. Deppe, Heinrich Dorn, H. Ehrlich, Robert Eitper, Ferdinand Gumbert, Alexis Hollaender, W. Lackowitz, W. Langhans, O. Liebel, A. Löschhorn, H. Truhn, Heinrich Urban, Max Vogler, W. Westerhausen
- Berlin-Charlottenburg: Otto Lessmann
- Dresden: Emil Naumann
- Köln: August Guckeisen
- Königsberg: Gustav Dullo, Louis Köhler
- Leipzig: Johann Christian Lobe (1859–1867)[4]
- Mailand: Martin Röder
- Petersburg: W. v. Lenz (1847: Johann Benjamin Gross, als Anonymus)
- Potsdam: Frau Alberti
- Röhrsdorf: Robert Musiol
- Stettin: Carl Kossmaly
- St. Mauritz: Josef Seiler